# La Châtaigneraie (centre d'art)
Pour les articles homonymes, voir Châtaigneraie.
La Châtaigneraie est un centre d'art contemporain situé à Flémalle en Belgique.
Reconnue par la Communauté française de Belgique en 1984, la Châtaigneraie propose des expositions sur les multiples expressions de l'art d'aujourd'hui. Elle collabore avec d'autres centres d'art de la Communauté française, mais aussi avec des organismes étrangers homologues dans le cadre du réseau européen Apollonia depuis 2005
La Châtaigneraie édite des ouvrages à vocation didactique, des études historiques, les catalogues des expositions présentées depuis 1979. Certaines publications comme sur le groupe Art Abstrait, Les premiers abstraits wallons, Libres échanges (les avant-gardes en pays de Liège de 1939 à 1980) sont des références scientifiques. Le Centre a organisé diverses manifestations à l'étranger comme l'exposition sur le design à Milan en 2006.